# 霍伊尼基
霍伊尼基（羅馬化：Chojniki，發音：[ˈxɔɪ̯n̪ʲikʲi]，羅馬化：Khoyniki）是白俄羅斯戈梅利州霍伊尼茨基區内的城市及该区的行政中心，該鎮受切爾諾貝爾核電廠事故波及。2023年人口数量为13,248人。

## 歷史
霍伊尼基在1504年首次出現於歷史記載中，當時為立陶宛大公國的一部分；1793年第二次瓜分波蘭時，被併入俄羅斯帝國。
第二次世界大戰期間，納粹德國在1941年8月25日至1943年11月23日佔領該鎮。